# Vasilij Pavlovič Engelhardt
Vasilij Pavlovič Engelhardt (in russo Василий Павлович Энгельгардт?) (Voblasc' di Hrodna, 17 luglio 1828 – Dresda, 6 maggio 1915) è stato un astronomo russo.
Era membro della famosa e facoltosa famiglia Engelhardt. Si laureò presso la Scuola di Legge di San Pietroburgo nel 1847 per poi servire presso alcuni dipartimenti del Senato russo. Nel 1853 abbandonò l’amministrazione statale per dedicarsi completamente agli studi astronomici completando nel 1870 l’osservazione di 50 comete e 70 asteroidi. Nel 1875 si trasferì a Dresda ove realizzò a sue spese un osservatorio astronomico per proseguire le sue osservazioni, senza alcun assistente, sino al 1897. Dedicatosi allo studio degli ammassi stellari, nel 1883 completò un catalogo di più di 400 nebulose. Alla fine degli anni ’90 del XIX secolo a causa delle sue condizioni di salute abbandonò i suoi studi astronomici donando tutte le sue attrezzature scientifiche all’Università di Kazan' in cui, all’epoca, insegnava il suo amico Dmitrij Dubjago. L’Università, per utilizzare al meglio queste attrezzature, realizzò un nuovo osservatorio astronomico che inaugurato nel 1901 fu intitolato a Engelhardt. Alla stessa Università lasciò in eredità tutti i suoi averi per finanziare lo sviluppo e la manutenzione dell’osservatorio e delle sue attrezzature. Durante tutto il corso della sua vita si interessò alla Storia russa raccogliendo un gran numero di materiali per donarli a collezioni del suo Paese. Fu amico del compositore Michail Ivanovič Glinka e, quando quest’ultimo morì a Berlino nel 1857, si adoperò perché le sue spoglie fossero traslate a San Pietroburgo, nel Cimitero Tichvin del Monastero di Alexander Nevskij.  Successivamente su richiesta del critico musicale Vladimir Vasil'evič Stasov, suo amico, pubblicò una memoria su Glinka e una sul compositore Aleksandr Sergeevič Dargomyžskij. A partire dalla fine degli anni '90 del XIX secolo raccolse materiale storico su Aleksandr Vasil'evič Suvorov e sulle campagne in Italia e in Svizzera dello stesso generale e che poi donò al Museo Suvorov di San Pietroburgo in occasione del centenario della Campagna napoleonica di Russia.
A Vasilij Pavlovič Engelhardt la UAI ha intitolato il cratere lunare Engel'gardt (secondo la dizione utilizzata dalla UAI).